# ساتومي كويكي
ساتومي كويكي (باليابانية: 小池里美؛ بالكانا: こいけ　さとみ) هي متزلجة يابانية، ولدت في 19 أكتوبر 1950 في فوجيمي في اليابان.

## وصلات خارجية
- ساتومي كويكي على موقع SpeedSkatingBase.eu (الإنجليزية)
- ساتومي كويكي على موقع SpeedSkatingNews.info (الإنجليزية)
- ساتومي كويكي على موقع SpeedSkatingStats.com (الإنجليزية)
- ساتومي كويكي على موقع اللجنة الأولمبية الدولية (الإنجليزية)
- ساتومي كويكي على موقع أوليمبيديا (الإنجليزية)